# Нешков, Василий Степанович
Василий Степанович Нешков (13.03.1923 — 18.10.1999) — бригадир полеводческой бригады № 3 колхоза «Волна революции» Стародубского района Брянской области, Герой Социалистического Труда.

## Биография
Родился в семье крестьянина.
Член КПСС. Участвовал в Великой Отечественной войны в составе 40-й Гвардейской стрелковой дивизии. Получил ранение в Сталинградском сражении.
В 1944—1985 гг. — бригадир полеводческой бригады № 3 колхоза «Волна революции» Стародубского района Брянской области.
Его бригада обрабатывала 750 гектаров сельскохозяйственных угодий, в том числе 624 га пашни. Из года в год коллектив получал стабильно высокие урожаи.
Указом Президиума Верховного Совета СССР от 23 июня 1966 года «за выдающиеся заслуги в развитии сельского хозяйства» удостоен звания Героя Социалистического Труда с вручением ордена Ленина и золотой медали «Серп и Молот».
В 1970 году зерновых намолочено по 25 центнеров с гектара на площади 254 га, получено по 302 центнера сахарной свеклы на площади 24 га.
В 1977 г. награждён вторым орденом Ленина.
Избирался депутатом Верховного Совета РСФСР 8-го созыва (1971—1975).
Умер 18.10.1999.